# Ирасема (Рорайма)
Ирасема е град — община в западната част на бразилския щат Рорайма, на границата с Венецуела. Общината е част от икономико-статистическия микрорегион Каракараи, мезорегион Южна Рорайма. Населението на Ирасема към 2010 г. е 8676 души, а територията е 14 119.412 km2.

## История
Общината е основана след отцепването ѝ от Мукажаи и Каракараи.
Създадена е на базата на Закон № 83, от 4 ноември 1994.

## География
Основните градски части са:
- Сау Раймунду
- Анажари

Градът е свързан с щатската столица Боа Виста по магистралата BR-174, на около 93 km.

## Икономика
Основава се на земеделието и животновъдството.

## Инфраструктура
Образование
Общината разполага с 2 училища за основно и 1 за средно образование.
Здравеопазване
На територията на Ирасема има един малък медицински пост.
Други
Разполага със система за разпределение на вода, електроенергия и др.